# Omidă

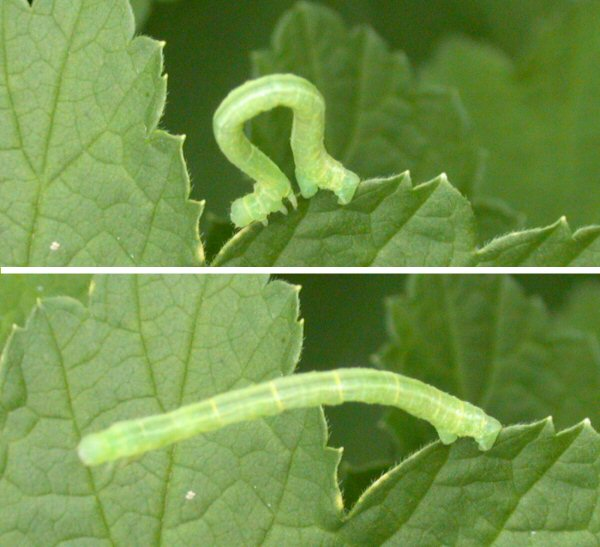
Omida unei specii de geometrid

Denumirea de omidă se referă la stadiul de larvă al oricărei specii ce aparține ordinului Lepidoptera (adică fluturi și molii) fiind, alături de stadiul inactiv de pupă, unul din cele două stadii din ciclul de metamorfoză spre al treilea stadiu, de adult apt pentru reproducere. 
O omidă a cărei mers imită măsurarea cu cotul se numește cotar. 
https://upload.wikimedia.org/wikipedia/commons/5/5b/Omida.jpg